# Kabinett Biesheuvel

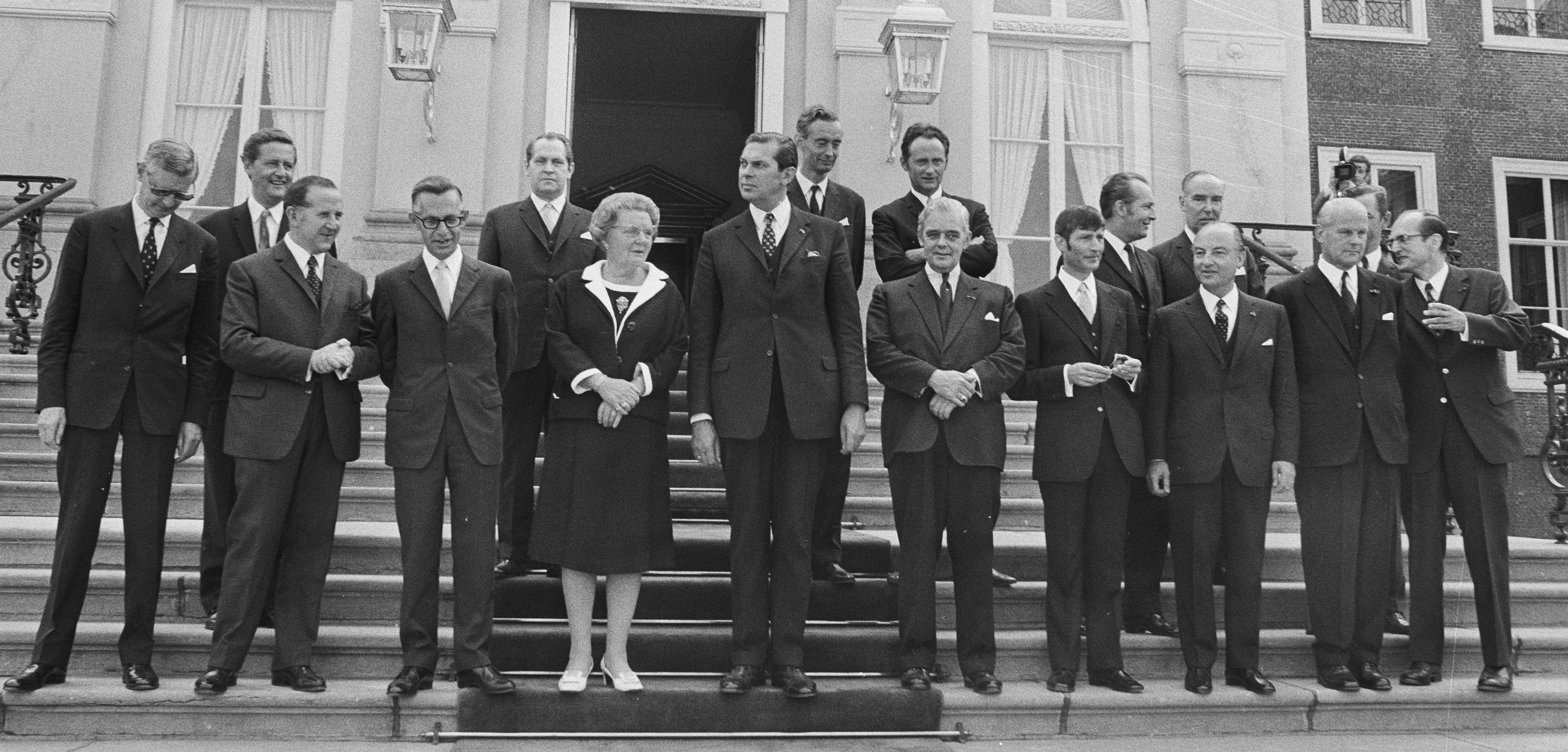
Das Kabinett bei Amtsantritt, mit Königin Juliana

Das Kabinett Biesheuvel bildete vom 6. Juli 1971 bis 11. Mai 1973 die Regierung der Niederlande. Es handelte sich um eine Koalition aus den christdemokratischen Parteien KVP, ARP und CHU, der liberalen VVD und der sozialdemokratischen Partei DS'70.

## Zusammensetzung
Das Kabinett bestand anfänglich aus 16 Ministern und 13 Staatssekretären; durch Rücktritte einiger Mitglieder verkleinerte sich das Kabinett bis Mai 1973 auf 13 Minister und 4 Staatssekretäre.

### Minister
| Geschäftsbereich/Amt                                                                  | Minister                                            | Partei |
| ------------------------------------------------------------------------------------- | --------------------------------------------------- | ------ |
| allgemeine Angelegenheiten Ministerpräsident                                          | Barend Biesheuvel                                   | ARP    |
| Finanzen stellvertretender Ministerpräsident                                          | Roelof Nelissen                                     | KVP    |
| Inneres stellvertretender Ministerpräsident                                           | Molly Geertsema                                     | VVD    |
| Äußeres                                                                               | Norbert Schmelzer                                   | KVP    |
| Justiz                                                                                | Dries van Agt                                       | KVP    |
| Bildung und Wissenschaft                                                              | Chris van Veen                                      | CHU    |
| Verteidigung                                                                          | Hans de Koster                                      | VVD    |
| Wohnungswesen und Raumordnung                                                         | Berend Jan Udink                                    | CHU    |
| Verkehr und Wasserwirtschaft                                                          | Willem Drees bis 20. Juli 1972                      | DS'70  |
| Verkehr und Wasserwirtschaft                                                          | Berend Jan Udink ab 21. Juli 1972                   | CHU    |
| Wirtschaft                                                                            | Harry Langman                                       | VVD    |
| Soziales                                                                              | Jaap Boersma                                        | ARP    |
| Landwirtschaft und Fischerei                                                          | Pierre Lardinois bis 1. Januar 1973                 | KVP    |
| Landwirtschaft und Fischerei                                                          | Jaap Boersma ab 1. Januar 1973                      | ARP    |
| Angelegenheiten Surinams und der niederländischen Antillen                            | Pierre Lardinois 1. Februar 1972 bis 1. Januar 1973 | KVP    |
| Angelegenheiten Surinams und der niederländischen Antillen                            | Molly Geertsema ab 1. Januar 1973                   | VVD    |
| Kultur, Freizeitgestaltung und Fürsorge                                               | Piet Engels                                         | KVP    |
| Gesundheit und Umwelt                                                                 | Louis Stuijt                                        | KVP    |
| Minister ohne Geschäftsbereich beauftragt mit Entwicklungszusammenarbeit              | Kees Boertien                                       | ARP    |
| Minister ohne Geschäftsbereich beauftragt mit Wissenschaftspolitik und Hochschulwesen | Mauk de Brauw bis 20. Juli 1972                     | DS'70  |

### Staatssekretäre
| Geschäftsbereich                        | Staatssekretär                                                  | Partei |
| --------------------------------------- | --------------------------------------------------------------- | ------ |
| Äußeres                                 | Tjerk Westerterp 17. August 1971 bis 7. März 1973               | KVP    |
| Justiz                                  | Hans Grosheide ab 28. Juli 1971                                 | ARP    |
| Inneres                                 | Jan van Stuijvenberg 17. Juli 1971 bis 20. Juli 1972            | DS'70  |
| Bildung und Wissenschaft                | Kees Schelfhout ab 28. Juli 1971                                | KVP    |
| Finanzen                                | Willem Scholten 14. Juli 1971 bis 19. März 1973                 | CHU    |
| Finanzen                                | Fons van der Stee 14. Juli 1971 bis 12. März 1973               | KVP    |
| Verteidigung                            | Adri van Es 14. Juli 1971 bis 15. September 1972                | ARP    |
| Wohnungswesen und Raumordnung           | Werner Buck ab 17. August 1971                                  | KVP    |
| Verkehr und Wasserwirtschaft            | Roelof Kruisinga 28. Juli 1971 bis 20. März 1973                | CHU    |
| Wirtschaft                              | Jan Oostenbrink ab 17. Juli 1971                                | KVP    |
| Soziales                                | Koos Rietkerk 28. Juli 1971 bis 23. April 1973                  | VVD    |
| Kultur, Freizeitgestaltung und Fürsorge | Henk Vonhoff 28. Juli 1971 bis 23. April 1973                   | VVD    |
| Kultur, Freizeitgestaltung und Fürsorge | Fia van Veenendaal-van Meggelen 28. Juli 1971 bis 20. Juli 1972 | DS'70  |